# Georgiana Goddard King
Georgiana Goddard King (Virginia Occidentale, 5 agosto 1871 – Los Angeles, 4 maggio 1939) è stata una storica dell'arte e fotografa statunitense, insegnante al Bryn Mawr College e membro dell'Hispanic Society of America.

## Biografia
Georgiana G. King era figlia di un impiegato delle ferrovie ed era cresciuta a Norfolk, in Virginia.
Sua madre, una donna istruita interessata alla letteratura, era morta quando lei aveva dieci anni. Frequentò il Leach-Wood Seminary, un ottimo collegio per ragazze nel Norfolk. I suoi insegnanti la incoraggiarono a frequentare il Bryn Mawr College, il primo collegio che dava alle ragazze la possibilità di laurearsi. Si laureò nel 1896 con una laurea in inglese e, nel 1897, un master in filosofia e scienze politiche.
Dopo un viaggio in Europa e un breve studio al Collège de France, tornò a insegnare inglese, filosofia e arte presso la Graham School, un collegio privato di New York dove rimase fino al 1906.
Negli anni 1909-10 Martha Carey Thomas, direttrice del Bryn Mawr College, le chiese di attivare corsi di arte gotica e rinascimentale da alternare ai corsi di letteratura comparata di King. Supponendo giustamente che le sue possibilità di promozione nel dipartimento di inglese fossero limitate, King si concentrò sulla storia dell'arte. È stata promossa a conferenziere nel 1911.
Nel 1913 fondò un nuovo dipartimento di storia dell'arte in cui furono offerti i primi corsi di laurea, negli Stati Uniti, sull'arte spagnola . Tra il 1911 e il 1914 aveva ripubblicato un'edizione critica di Some Account of Gothic Architecture in Spain, il testo del 1865 dell'architetto George Edmund Street.
Negli anni 1920-1922 la King,in seguito ai suoi interessi di ispanista e di storica dell'arte, si era interessata alla cultura artistica della Sardegna, e le amiche Ellen (che aveva conosciuto al Bryn Mawr College al tempo degli studi) e Anna Rose Giles, ambedue residenti a Sassari, l'avevano aiutata a conoscere alcuni studiosi locali e l'avevano accompagnata in varie località dell'isola.

## Opere
- Comedies and Legends for Marionettes: A Theatre for Boys and Girls (1904).
- The Way of Perfect Love (New York, The Macmillan Company, 1908).
- George Edmund Street,Some Account of Gothic Architecture in Spain, 1865 ora G. Goddard King (a cura di), Cambridge University Press, 2017 ISBN 9781108071161
- George Edmund Street, Unpublished notes and reprinted papers, with an essay by Georgiana Goddard King (New York, Sociedad Hispánica de América, 1916).
- The Way of Saint James (Nueva York, G. P. Putnam's Sons, 1920) 3 voll.
- A Brief Account of the Military Orders in Spain (New York, Sociedad Hispánica de América, 1921).
- The Play of the Sibyl Cassandra (New York, Longmans, Green and Co., 1921).
- A Citizen of the Twilight (Nueva York, Longmans, Green and Co., 1921).
- Sardinian Painting (Nueva York, Longmans, Green and Co., 1923) in italiano Pittura sarda del Quattro-Cinquecento, Ilisso Edizioni, Nuoro, 2000 ISBN 88-85098-98-3
- Pre-Romanesque Churches of Spain (New York, Longmans, Green and Co., 1924).
- Mudéjar (New York, Longmans, Green and Co., 1927